# Alton (Kansas)
Pour les articles homonymes, voir Alton.
Alton est une municipalité américaine située dans le comté d'Osborne au Kansas.

## Géographie
Située dans la vallée de la South Solomon, la municipalité d'Alton s'étend sur 0,31 mille carré (0,8 km2).

## Histoire
La localité est fondée en septembre 1870 sous le nom de Bull City, en l'honneur du général Hiram C. Bull,. En 1885, elle est renommée d'après Alton (Illinois),,.

## Démographie
Lors du recensement de 2010, la population d'Alton est de 103 habitants. Elle est blanche à 97 % et plutôt âgée, avec un âge médian de 48,3 ans supérieur d'environ dix ans à la moyenne nationale.
En baisse régulière depuis la Seconde Guerre mondiale, sa population est estimée à 92 habitants en 2018.